# Мачара
Мачара — струмок (річка) в Україні у Чортківського районі Тернопільської області. Права притока річки Серету (басейн Дністра).

## Опис
Довжина струмка приблизно 3,45 км, найкоротша відстань між витоком і гирлом — 3,35  км, коефіцієнт звивистості річки — 1,03 .

## Розташування
Бере початок на західних схилах гори Садова (304,9 м). Тече переважно на південний схід і на південно-західній околиці села Капустинці впадає у річку Серет, ліву притоку Дністра.